# Arena (film 2011)
Arena to amerykański film akcji z 2011 roku, wyreżyserowany przez Jonaha Loopa. Film wydany został na rynku DVD/Blu-ray (direct-to-video), mijając się z dystrybucją kinową.

## Fabuła
Strażak i sanitariusz David Lord zostaje porwany przez sadystę i jest zmuszany do udziału transmitowanych w Internecie walkach na śmierć i życie.

## Obsada
- Kellan Lutz − David Lord
- Johnny Messner − Kaden
- Samuel L. Jackson − Logan
- Katia Winter − Milla
- Daniel Dae Kim − Taiga
- James Remar − agent McCarty
- Nina Dobrev − Lori
- Derek Mears − Brutus Jackson
- Lauren Shiohama − Kawaii
- Irene Choi − Kaneko
- Kofi Yiadom − Ripper